# Jeypur
Jeypur  es una ciudad y municipio situada en el distrito de Koraput en el estado de Odisha (India). Su población es de 84830 habitantes (2011). Se encuentra a 419 km de Bhubaneswar.

## Demografía
Según el censo de 2011 la población de Jeypur era de 84830 habitantes, de los cuales 42602 eran hombres y 42228 eran mujeres. Jeypur tiene una tasa media de alfabetización del 82,38%, superior a la media estatal del 72,87: la alfabetización masculina es del 88,32%, y la alfabetización femenina del 76,41%. 